# فدراسیون هاکی ایران
فدراسیون هاکی جمهوری اسلامی ایران نهاد رسمی متولی توسعه و نظارت بر ورزش هاکی در ایران است که در چهار رشتهٔ هاکی روی چمن، هاکی سالنی، هاکی روی یخ و هاکی ساحلی فعالیت می‌کند. این فدراسیون از سال ۱۳۵۱ (۱۹۷۲ میلادی) به‌طور رسمی آغاز به کار کرده و زیرمجموعهٔ وزارت ورزش و جوانان است.

## تاریخچه
فدراسیون هاکی ایران در سال ۱۳۵۱ (۱۹۷۲) تشکیل شد تا امکان حضور تیم‌های ملی کشور در مسابقات آسیایی هاکی فراهم شود. در همان سال:
- نخستین تیم ملی هاکی روی چمن ایران از ۱۸ ورزشکار خارجی (هندی، پاکستانی، هلندی و آلمانی) تشکیل گردید و زیر نظر «خداداد جاماسپیان» تمرینات خود را آغاز کرد.
- اولین مسابقهٔ رسمی هاکی روی چمن در استادیوم شهید شیرودی (امجدیه سابق) بین تیم ملی ایران و تیم اتباع خارجی مقیم ایران برگزار شد. [۱]

پس از انقلاب اسلامی، فعالیت‌های فدراسیون برای مدتی متوقف شد. در دههٔ ۱۳۷۰ به دلیل کمبود زمین چمن استاندارد، اولویت به سمت هاکی سالنی معطوف گردید و مسابقات قهرمانی کشور به صورت هاکی ۶ نفره در سالن‌ها برگزار شد. برگزاری دوره‌های مربیگری با دعوت از مربیان خارجی و اعزام دوره‌های آموزشی به کشورهای آسیایی، باعث رشد سطح فنی تیم ملی هاکی سالنی شد. 
در سال ۱۳۹۵ (۲۰۱۶)، تیم ملی هاکی روی یخ ایران تشکیل شد و به عضویت فدراسیون جهانی هاکی روی یخ (IIHF) درآمد تا برای نخستین‌بار در رقابت‌های بین‌المللی این رشته شرکت کند. 

## ساختار و هیئت رئیسه
هیئت رئیسهٔ فدراسیون در مجمع عمومی سالانه انتخاب می‌شوند. ترکیب هیئت رئیسه (سال ۱۴۰۳–۱۴۰۲) به شرح زیر است:
- رئیس فدراسیون: دکتر بهرام قدیمی[۴][۵]
- سرپرست نایب‌رئیس بانوان: مهندس الهام فتاحی[۶]
- سرپرست نایب‌رئیس: دکتر امیرمحمود علی‌آبادی[۷]
- دبیر کل: دکتر احسان اسدی[۸]
- خزانه‌دار: تورج پورمیرزا[۸]
- کارشناس خبره و عضو هیئت رئیسه: دکتر کامران کتال و دکتر نغمه ساجدی[۸]
- بازرس قانونی: حسین داودی[۸]
- عضو هیئت رئیسه: دکتر صلاح‌الدین نقشبندی و دکتر محمد رشیدی[۸]

## فعالیت‌ها و دستاوردها

### هاکی سالنی
- تیم ملی مردان در اسفند ۱۴۰۲ برای نخستین‌بار به رتبهٔ دوم رنکینگ جهانی فدراسیون بین‌المللی هاکی (FIH) صعود کرد. این تیم در جدیدترین رده‌بندی با کسب ۱٬۶۵۰ امتیاز، پشت سر تیم اتریش (قهرمان جهان)، در رتبهٔ دوم قرار گرفت. [۹][۱۰][۱۱]
- جام جهانی هاکی سالنی ۲۰۲۳: تیم ملی مردان موفق به کسب مدال برنز (مقام سوم جهان) در دیدار رده‌بندی برابر آمریکا شد. [۱۲][۱۳][۱۴][۱۵]
- تیم ملی بانوان در نخستین حضور خود در مسابقات قهرمانی آسیا (۲۰۲۳) به مقام پنجم دست یافت.[۱۶][۱۷]

### هاکی روی چمن
- در دههٔ ۱۳۸۰ به‌علت کمبود زمین چمن استاندارد، فعالیت تیم ملی هاکی روی چمن کاهش یافت. از سال ۱۴۰۰ و با برگزاری دوره‌های آموزشی و جذب مربیان خارجی، تیم ملی دوباره در برخی رقابت‌های آسیایی شرکت می‌کند.[۱۸][۱۹]

### هاکی روی یخ
- پس از تشکیل رسمی در سال ۱۳۹۵ (۲۰۱۶)، تیم ملی هاکی روی یخ ایران به عضویت فدراسیون جهانی هاکی روی یخ (IIHF) درآمد و در مسابقات جهانی بخش‌های رده پایین شرکت می‌کند. این تیم در حال تلاش برای ارتقای سطح فنی از طریق اعزام مربیان و برگزاری اردوهای منظم است. [۲۰][۲۱]

### هاکی ساحلی و روستایی
- هاکی ساحلی: نخستین اردوی تیم ملی هاکی ساحلی آقایان در ساحل گیسوم (گیلان) برگزار شد و مسابقات منطقه‌ای در استان‌های مازندران، گیلان، همدان و هرمزگان با حضور تیم‌های ملی و استانی برگزار گردید. [۲۲]
- هاکی روستایی و عشایری: مسابقات هاکی در مناطق روستایی استان‌های تهران، همدان، تبریز، رشت، هرمزگان و مازندران به‌طور دوره‌ای برگزار شد. همچنین «آکادمی تخصصی هاکی باشگاه‌های سما دانشگاه آزاد اسلامی واحد یزد» با حضور بیش از ۳۰۰ نوآموز راه‌اندازی شد. [۲۲]

### زیرساخت‌ها و امکانات
- ورزشگاه سردار دل‌ها  قاسم سلیمانی: نخستین ورزشگاه بین‌المللی هاکی چمن کشور در مجموعهٔ ورزشی آزادی تهران افتتاح شد. این پروژه با کمک مالی ۲۵۰٬۰۰۰ دلاری از کنفدراسیون آسیایی هاکی ساخته شد و شامل چمن مصنوعی استاندارد، سکوهای تماشاگران و امکانات فنی کامل است. [۲۳][۲۴][۲۲]

## نام‌گذاری‌ها
- در تاریخ ۸ تیر ۱۴۰۰، «اولین استادیوم استاندارد بین‌المللی هاکی روی چمن» در مجموعهٔ ورزشی آزادی به نام «سردار دل‌ها قاسم سلیمانی» نامگذاری شد. [۲۵]
- در اسفند ۱۳۹۹، «لیگ برتر هاکی ایران» به نام «لیگ سردار دل‌ها قاسم سلیمانی» نامگذاری شد. [۲۶][۲۷]

## تیم‌های ملی و رده‌های سنی

### هاکی روی چمن
- تیم ملی مردان: از سال ۱۳۵۱ فعالیت داشته و در مسابقات قهرمانی آسیا شرکت کرده است. پس از احیا در سال‌های اخیر، مجدداً در رقابت‌های آسیایی حاضر می‌شود. [۲۸]
- تیم ملی بانوان: پس از وقفه‌ای طولانی، از سال ۱۴۰۰ فعالیت خود را با برگزاری اردوهای مشترک با تیم‌های ترکیه و پاکستان از سر گرفت.[۲۹]

### هاکی سالنی
- تیم ملی مردان: در سال‌های ۱۴۰۱–۱۴۰۲ با کسب مدال برنز جام جهانی هاکی سالنی ۲۰۲۳ و صعود به رتبهٔ دوم رنکینگ جهانی شناخته شد.[۳۰]
- تیم ملی بانوان: در نخستین حضور در مسابقات قهرمانی آسیا (۲۰۲۳)، مقام پنجم را کسب کرد.[۳۱]

### هاکی روی یخ
- تیم ملی مردان: از سال ۱۳۹۵ به عضویت IIHF درآمده و در سطح بخش‌های پایین مسابقات جهانی شرکت می‌کند. دوره‌های آموزش مربیان و بازیکنان با همکاری مربیان خارجی در سال ۱۳۹۶ سبب افزایش سطح فنی شده است.

### هاکی ساحلی و هاکی روی اسکیت
- تیم ملی هاکی ساحلی مردان و بانوان: در مسابقات آسیایی شرکت کرده و درصدد ایجاد لیگ داخلی برای توسعهٔ بیشتر است.
- هاکی روی اسکیت: با برگزاری دوره‌های آموزشی در چند استان، جوانان علاقه‌مند را جذب کرده و رقابت‌های بین‌استانی برگزار می‌کند.

## روسای فدراسیون
| نام         | دورهٔ تصدی   | ملاحظات                                         |
| ----------- | ----------- | ----------------------------------------------- |
| بهرام شفیع  | ۱۳۸۳–۱۳۹۷   | چهار دورهٔ پیاپی                                 |
| بهرام قدیمی | ۱۳۹۷–تاکنون | انتخاب مجدد در سال ۱۴۰۱ برای دورهٔ چهار سالهٔ دوم |